# Валя-Ікландулуй
Валя-Ікландулуй (рум. Valea Iclandului) — село у повіті Муреш в Румунії. Входить до складу комуни Іклензел.
Село розташоване на відстані 273 км на північний захід від Бухареста, 23 км на захід від Тиргу-Муреша, 56 км на південний схід від Клуж-Напоки, 143 км на північний захід від Брашова.

## Населення
За даними перепису населення 2002 року у селі проживали 19 осіб, усі — румуни. Усі жителі села рідною мовою назвали румунську.